# Bota de Oro 2020-21

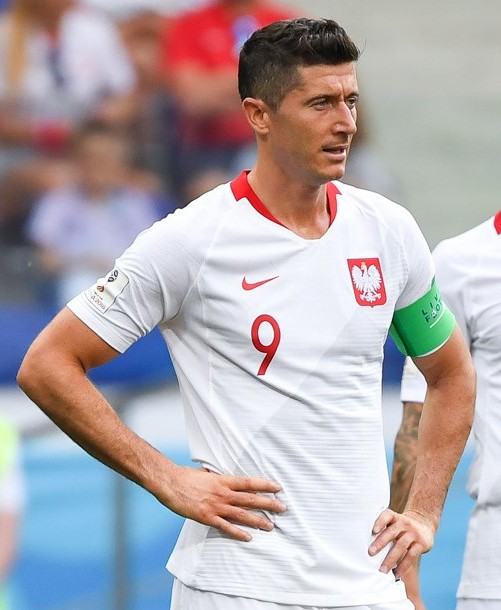
El delantero polaco Robert Lewandowski, quien lideró la tabla con 82 puntos.

La Bota de Oro 2020-2021 es un premio entregado por la European Sports Magazines al futbolista que logró la mejor puntuación luego de promediar los goles obtenidos en la temporada europea. El ganador fue el polaco Robert Lewandowski, marcando 41 goles en la Primera División de Alemania, con un total de 82 puntos, siendo el primero de esa nacionalidad y el tercero para la liga alemana, tras Gerd Müller (1970 y 1972), todos obtenidos por jugadores del Bayern de Múnich.

## Resultados
Actualizado al 23 de mayo de 2021
| #   | Jugador            | Club                | Liga           | Goles | Minutos jugados | Factor | Puntos |
| --- | ------------------ | ------------------- | -------------- | ----- | --------------- | ------ | ------ |
| 1.  | Robert Lewandowski | Bayern de Múnich    | Bundesliga     | 41    | 2463'           | 2      | 82     |
| 2.  | Lionel Messi       | Barcelona           | La Liga        | 30    | 3022'           | 2      | 60     |
| 3.  | Cristiano Ronaldo  | Juventus            | Serie A        | 29    | 2802'           | 2      | 58     |
| 4.  | André Silva        | Eintracht Frankfurt | Bundesliga     | 28    | 2773'           | 2      | 56     |
| 5.  | Kylian Mbappé      | Paris Saint-Germain | Ligue 1        | 27    | 2388'           | 2      | 54     |
| 6.  | Erling Haaland     | Borussia Dortmund   | Bundesliga     | 27    | 2410'           | 2      | 54     |
| 7.  | Romelu Lukaku      | Inter de Milán      | Serie A        | 24    | 2888'           | 2      | 48     |
| 8.  | Gerard Moreno      | Villarreal          | La Liga        | 23    | 2681'           | 2      | 46     |
| 9.  | Karim Benzema      | Real Madrid         | La Liga        | 23    | 2902'           | 2      | 46     |
| 10. | Harry Kane         | Tottenham Hotspur   | Premier League | 23    | 3086'           | 2      | 46     |
| 11. | Luis Muriel        | Atalanta            | Serie A        | 22    | 1435'           | 2      | 44     |
| 12. | Mohamed Salah      | Liverpool           | Premier League | 22    | 3082'           | 2      | 44     |
| 13. | Luis Suárez        | Atlético de Madrid  | La Liga        | 21    | 2522'           | 2      | 42     |
| 14. | Dušan Vlahović     | Fiorentina          | Serie A        | 21    | 2932'           | 2      | 42     |